# Françaises, veillez !
Pour plus de détails, voir Fiche technique et Distribution.
Françaises, veillez ! est un film français réalisé par Léonce Perret, sorti en 1915.

## Synopsis
Un homme, se faisant passer pour belge est en fait un espion qui doit faire exploser une mine.

## Fiche technique
- Titre français : Françaises, veillez !
- Réalisation : Léonce Perret
- Photographie : Georges Specht
- Pays d'origine : France
- Format : Noir et blanc - Film muet
- Genre : court métrage, guerre
- Date de sortie : 1915

## Distribution
- Fabienne Fabrèges
- Paul Manson